# Homonym
| Homonym (exemplet bär): Flicka bär frukt. Man fruktar bär (och bär fruktan). |  | Homonym (exemplet bär): Flicka bär frukt. Man fruktar bär (och bär fruktan). |
| Homonym (exemplet bär): Flicka bär frukt. Man fruktar bär (och bär fruktan). |  |                                                                              |

Homonymer är ord som sammanfaller fonematiskt (det vill säga uttalas likadant), och ibland stavas likadant, men som betyder olika saker. Om ord som sammanfaller grafematiskt (det vill säga stavas likadant) används ofta begreppet homografer.

## Användning
Den inom lexikografin mest etablerade homonymin föreligger mellan grundformer av semantiskt helt orelaterade ord. Till skillnad från polysemi har homonymi alltså ingen semantisk motivation, det vill säga homonyma ord har bara ”råkat” bli likadana till sitt uttryck. I ordböcker uppförs dessa som olika uppslagsord. Mindre väl synliga är fall där det ena ledet eller båda leden utgörs av en böjd form (exempelvis får, ekar). Om det ena ledets betydelse är härlett ur det andras, såsom i exemplet fluga (flygfä-flugan är primärt i förhållande till halsprydnadsflugan), används hellre termen polysemi. Om leden tillhör olika ordklasser accepteras de dock som homonyma, exempelvis väta (substantiv eller verb).
Några homonyma ord har olika genus, såsom (ett) val (av välja) och (en) val (större vattenlevande däggdjur). Det heter Han har en god (social) status (där status avser plats i en social hierarkisk rangordning), men på medicinskt språk heter det: Han har ett gott status (där status avser patientens allmänmedicinska tillstånd, alltså  avses här att individen är frisk).
Även om stavning och uttal sammanfaller kan en skillnad föreligga. Före svenskans senaste rättstavningsreform skilde man på har sett (supinum) och ett illa sedt erbjudande (particip). I det homofona paret gått – gott återger ortografin skillnaden bara till hälften; jämför norskans fonologiskt mer adekvata gått – godt.

## Olika ord
Begreppet homonymi kan elaboreras ytterligare. Ord som stavas lika men uttalas olika kallas homograf, exempelvis men (konjunktion) – men (skada), fars (genitiv) – fars, trumpet (kongruensböjning av trumpen) – trumpet (musikinstrument). 
Ord som uttalas lika men stavas olika kallas homofona, exempelvis kål – kol. 
Även termen homoform har föreslagits, nämligen om olika ordformer inom samma paradigm, exempelvis moln (singular eller plural). Detta kan eventuellt också gälla om sammanfallande ordformer hos lexem som är förbundna genom ordbildning, exempelvis trumpet (adjektiv eller adverb), kalvar (substantiv eller verb).